# وینگهام ریور
وینگهام ریور (به انگلیسی: Wingham River) رودخانه‌ای است که در انگلستان جریان دارد.